# Anjobony
Râul Anjobony din regiunea Sofia este situat în nordul Madagascarului. Se scurge spre coasta de nord. Principalul său afluent este Bemarivo (Sofia). lângă Boriziny (Port Bergé).
Se varsă în râul Sofia.